# Montagne Terrible
De Montagne Terrible (uit het Frans: "Vreselijke berg") is een berg in Haïti. Hij ligt op de grens van de departementen Ouest en Artibonite, in de buurt van de plaats Saut-d'Eau. Het is een solitaire berg, dat wil zeggen dat hij niet deel uitmaakt van een keten.
Bij tropische stormen en orkanen is er in de omgeving van deze berg veel wateroverlast, zoals in 2008 bij de Orkaan Hanna.